# Evita blandaria
Evita blandaria är en fjärilsart som beskrevs av Dyar 1916. Evita blandaria ingår i släktet Evita och familjen mätare. Inga underarter finns listade i Catalogue of Life.